# Wilnoandrijiwka
Wilnoandrijiwka (ukrainisch Вільноандріївка; russisch Вольноандреевка Wolnoandrejewka) ist ein Dorf im Norden der ukrainischen Oblast Saporischschja mit etwa 800 Einwohnern (2001).
Wilnoandrijiwka liegt am linken Ufer des zum Saporischschja-Stausee angestauten Dnepr an der Mündung der etwa 20 km langen Wilnjanka (Вільнянка) in diesen. Das Dorf liegt 13 km westlich vom ehemaligen Rajonzentrum Wilnjansk. Das Oblastzentrum Saporischschja liegt etwa 34 km südlich von Wilnoandrijiwka.
Am 9. Februar 2018 wurde das Dorf ein Teil der neugegründeten Landgemeinde Mychajliwka, bis dahin war es ein Teil der Landratsgemeinde Mychajliwka im Westen des Rajons Wilnjansk.
Am 17. Juli 2020 kam es im Zuge einer großen Rajonsreform zum Anschluss des Rajonsgebietes an den Rajon Saporischschja.